# Кымпени
Кымпени (рум. Câmpeni, нем. Topesdorf, венг. Topánfalva) — город в румынском жудеце Алба.

## История
Первое упоминание о Кымпени в документах относится к 1587 году, когда Жигмонд Батори дал разрешение некоему Николае Филимону из Кымпени устроить водяную мельницу в месте впадения реки Абруд в реку Арьеш.
В середине XVIII века в этих местах разразилось крупное крестьянское восстание. Оно не привело к улучшению положения народа, и во второй половине XVIII века здесь разразилось Восстание Хории, Клошки и Кришана. В это время Кымпени были самой крупной горной деревней в Трансильвании: здесь проживало 5400 человек — больше, чем даже в городах Алба-Юлия и Тыргу-Муреш.
В 1848 году Кымпени стали центром румынского восстания в Трансильвании: именно здесь закрепился Аврам Янку.

## Административный состав
Помимо собственно города, муниципалитету Кымпени подчиняется ещё 21 деревня.